# 矢崎智之
矢崎 智之（やざき ともゆき）は、NHKのアナウンサー。
　

## 来歴
神奈川県平塚市出身。
平塚市立金目中学校、神奈川県立湘南高等学校、慶應義塾大学卒業。東京大学大学院修士課程修了。2017年、アナウンサーとして入局。初任地は岡山放送局。2021年、東京アナウンス室に異動。
高校時代は剣道部に所属。大学時代は競技ダンス部に所属。就職活動で民放3社のアナウンサー試験を受けたが不合格となる。学生時代は教員になりたいという目標を漠然と抱いていたが、『人に何かを伝える仕事がしたい』という思いが根底にあり、より専門性を高めるため大学院に進学した。院生時代に『湘南海の女王・海の王子コンテスト2015』に出場し、同年の海の王子に選出された。約1年間、出身地である湘南エリアのPR活動を行った。

## 人物

### 趣味・特技
- 剣道[7]
- 競技ダンス（社交ダンス）[7][8][9]
- お笑い番組 - ある面接では、面接官とお笑い番組について意気投合。好きなお笑い芸人の魅力について、コントや漫才の構成、劇場に足しげく通ったことなどを話したことがある[5]。

## 担当番組
☆は現在担当（出演）中 　　
岡山放送局時代（2017年度 - 2020年度）
- 岡山のニュース
- 岡山ニュース845
- もぎたて! - 望月啓太不在時の代理出演
- ゆう6かがわ（NHK高松、2020年11月5日） - 五味哲太不在時の代理出演

東京アナウンス室時代（2021年度 - ）
- あさイチ（NHK総合、2021年3月29日 - 2023年3月 - リポーター)
- ニュースウオッチ9（リポーター）（2022年10月3日 - 2025年3月28日）
  - 田中正良が現地取材による代理キャスター（2024年2月22日 - 23日、26日）
- ラジオニュース（金曜日夜勤20時の全国のニュースから、土曜日朝全国の天気、交通情報迄）
- おはよう秋田（秋田放送局への応援、2023年2月28日、2023年3月1日）
- 秋田のニュース（秋田放送局への応援、2023年2月28日、2023年3月1日）
- ☆NHKニュースおはよう日本（平日5時台キャスター、6時台 - 7時台ニュースリーダー：2025年3月31日 - ）
  - 勝呂恭佑、廣瀬雄大との1週間ごとのローテーション　
  - ホルコムジャック和馬のキャスターに伴う代理キャスター（2025年8月4日 - 8日）
- ☆ニュース・気象情報（午前9時）（2025年3月31日 - ）
- ☆明日をまもるナビ（ナレーション：2025年4月 - ）
- ☆ニュース・気象情報（平日14時台 - 16時台・不定期）
- ☆ニュース645（日曜不定期）
- ☆ラジオニュース(不定期)

## 同期のNHKアナウンサー
- 片平和宏
- 後藤佑太郎
- 是永千恵
- 瀬戸光
- 鳥山圭輔
- 中原真吾
- 堀菜保子（退職→みずほリサーチ&テクノロジーズ→東京大学大学院教育学研究科）
- 増村聡太
- 松井大
- 森田茉里恵
- 山内泉